# Bartholomäus Agricola
Bartholomäus Agricola, O.F.M. Conv. (světským jménem: Bartholomäus Pauer; 1560 Amberg – 23. května 1621 Neapol) byl německý římskokatolický duchovní, minorita a hudební skladatel.

## Život
Narodil se roku 1560 v Ambergu jako syn bednáře Hannse Pauera. Hudební vzdělání získal ve svém rodném městě, kde skladatel Mathias Gastritz působil jako varhaník v kostele sv. Martina. Studoval na městské latinské luteránské škole. V této době vznikl denominační spor mezi luteránstvím a kalvinismem. Kvůli tomuto sporu opustil školu i město.
Odešel do Itálie, kde konvertoval ke katolicismu a ucházel se o vstup do Řádu menších bratří konventuálů. Později se vrátil do Ambergu a snažil se přesvědčit svou rodinu ke konverzi, což se mu nepodařilo.
Stal se skladatelem církevní hudby. Jeho nejznámější skladby se nachází v Karlsruhském sborníku a kodexu františkánského kláštera v Tagliacozzu. Pobýval v klášteře v Assisi, kde napsal první díla o askezi. Po pobytech v dalších františkánských klášterech v Bari, Trani, Bitontu a Molfettě a po vysvěcení na kněze se dostal do kláštera San Lorenzo Maggiore v Neapoli. Zde se stal populárním kazatelem a věnoval se péči o chudé a nemocné.
Zemřel 23. května 1621 v Neapoli.

## Proces svatořečení
Proces byl zahájen krátce po jeho smrti. Následně byl přerušen a obnoven 26. srpna 1764. Náleží mu titul Ctihodný.